# Đudra
Đudra (mađ. Gödre, nje. Gödring i Kedri) je selo u središnjoj južnoj Mađarskoj.
Zauzima površinu od 39,93 km četvorna.

## Zemljopisni položaj
Nalazi se na 46° 17' sjeverne zemljopisne širine i 17° 59' istočne zemljopisne dužine, sjeverozapadno od Mečeka, na najsjeverozapadnijem kutu Baranjske županije, uz granicu sa Šomođskom županijom. Udaljen je desetak kilometara od sjeverozapadno smještenog Kapošvara (Kapuša) i sjeveroistočno smještenog Dumvara. 
Hajmaš je 4 km jugozapadno, Kaposgyarmat je 6 km jugozapadno, Cserénfa i Szentbalázs su 6,5 km sjeverozapadno, Kaposkeresztúr je 2,5 km sjeverno, Karčalinj je 7 km sjeveroistočno, Baranyaszentgyörgy je 4 km jugoistočno, a Tormás 4,5 km jugoistočno. Szágy je 5 km jugozapadno,

## Upravna organizacija
Upravno pripada Šaškoj mikroregiji u Baranjskoj županiji. Poštanski broj je 7386. 

## Povijest
Selo je oblika jame. Naseljeno je još u brončanom dobu te u doba starog Rima. Ime ovog područja se vidi u zapisu iz 1472., Gödri, što označava jamu.
Holíčki Nijemci su utemeljili ovo selo 1745. Uzgajali su vinovu lozu i žitarice. Vina su prodavali u Beč i u Italiju.
1954. su se spojila sela Gödre i istočno smješteni Kiskeresztúr (nje. Kreuzdörf) u naselje imenom Gödrekeresztúr. Ovom naselju je dodano jugoistočno selo Gödreszentmárton 1969.  Zajednički dio imena se uzelo za ime jedinstvenog naselja.
Vanjski dio današnje Đudre s jugozapadne strane, Vidákpuszta, koja je bila dijelom Gödreszentmártona je bila posjedom obitelji Siskovics.
Seosku kapelicu su podigli Nijemci, a 1773. ju je posvetio Mihály Winkler.
Stanovnici su većinom rimokatolici, a mjesni Nijemci čine 12% stanovnika.

## Promet
Selo se nalazi na cestovnoj prometnici br.66.

## Stanovništvo
Đudra ima 966 stanovnika (2001.). Mađari su većina. Romi, koji u selu imaju manjinsku samoupravu, čine 7%, a Nijemci, koji u selu imaju manjinsku samoupravu, čine 12%. 88% stanovnika su rimokatolici.

## Poznate osobe
- Károly Sebestyén, filozof, povjesničar književnosti, preveo Goethea i Schiller, rodio se u ovom selu
- József Schóber, skladatelj duhovnih pjesama, se rodio u ovom selu

## Vanjske poveznice
- Đudra na fallingrain.com